# Falx cerebri
De falx cerebri (Latijn, letterlijk: sikkel van het brein), ook cerebrale falx genoemd, is een grote, sikkelvormige vouw in het harde hersenvlies (dura mater), die in de fissura longitudinalis tussen de twee hersenhelften doorloopt. De falx cerebri hecht anterior aan de crista galli in de nabijheid van de cribriformale plaat en van de frontale en ethmoïd sinussen. Aan de achterzijde is hij verbonden met het bovenste oppervlak van het tentorium cerebellum. De superieure rand ervan is op de middellijn vastgehecht aan de binnenzijde van de schedel, tot aan de binnenste occipitale protuberans. De sagittale sinus superior ligt in de superieure rand van de falx cerebri en overkoepelt de longitudinale fissuur van de hersenen. De sagittale sinus inferior ligt in de inferieure rand van de falx cerebri en buigt over het corpus callosum, diep in de longitudinale fissuur. Het harde hersenvlies bestaat uit twee lagen die voor het grootste gedeelte aan elkaar vast zitten, behalve in de falx cerebri en het tentorium cerebelli.

## Verkalking
Verkalking van de falx cerebri komt vaker voor bij oudere patiënten, vaak zonder aanwijsbare oorzaak, en zonder ziekteverwekkende symptomen.

## Meningioom
Falcinus meningioom is een meningioom dat ontstaat uit de falx cerebri en volledig verborgen wordt door de bovenliggende cortex. Het falcinus meningioom heeft de neiging overwegend in één hersenhelft uit te groeien, maar is vaak bilateraal, en bij sommige patiënten groeit de tumor in de inferieure rand van de sagittale sinus. Hoewel er veel informatie beschikbaar is over meningiomen, is er echter weinig bekend over falcine meningiomen.